# Lorenzo del Portogallo
Lorenzo del Portogallo (... – dopo il 1245) è stato un religioso e missionario portoghese, frate francescano inviato in missione presso i mongoli su ordine di papa Innocenzo IV.
Grazie ad una lettera sopravvissuta nel Registro di Innocenzo IV è possibile risalire alla data ed al luogo di partenza di Lorenzo. Egli iniziò la propria missione da Lione il 5 marzo 1245. La lettera, pubblicata nei Monumenta Germaniae Historica e chiamata spesso "Dei patris immensa", suggerisce che la missione di Lorenzo aveva carattere principalmente religioso.
Nonostante la lettera, nulla è conosciuto circa il fato della missione, tanto che apparirebbe persino possibile che Lorenzo non sia in realtà mai partito. Ad ogni modo, una seconda missione francescana, guidata da Giovanni di Pian del Carpine, partì da Lione nell'aprile del 1245 e giunse nella capitale dell'Impero mongolo, Karakorum, a distanza di un anno circa.